# Фридлянд, Иосиф Бенцианович
Ио́сиф Бенциа́нович Фри́длянд (5 мая 1907, Смиловичи, Минская губерния — 31 августа 1981, Москва) — советский биохимик. Доктор медицинских наук, профессор.

## Биография
Родился в местечке Смиловичи Игуменского уезда Минской губернии. В 1931 году закончил 2-й Московский медицинский институт, в 1931—1934 учился в аспирантуре по биохимии. В 1934—1937 — ассистент кафедры биохимии Архангельского мединститута. С 1937 года до лета 1941 года, когда началась Великая Отечественная война, работал ассистентом на кафедре биохимии 2-го Московского медицинского института.
В 1939 году защитил кандидатскую диссертацию по теме «К вопросу о белковом обмене при экспериментальном скорбуте».
В 1941 году, после начала Великая Отечественной войны, пошёл добровольцем на фронт в народное ополчение Фрунзенского района Москвы. Окончил курсы токсикологов при Московском военном округе. Октябрь 1941 — июнь 1942 — начальник токсикологической группы усиления 38 армии, затем до сентября 1945 г — армейский токсиколог 60 армии. В январе 1944 года организовал эвакуацию советских военнопленных из освобожденного немецкого концлагеря Славута (Гросслазарет). В январе 1945 г. первым из военных врачей посетил немецкий концлагерь Аушвиц, после чего по его настоянию 30 января там были развернуты 2 терапевтических госпиталя. 13 июня 1943 года в деревне Волоска-Балаклейка (Чугуевский район Харьковской области) был контужен. Демобилизовался в звании майора медицинской службы 17.09.1945 г..
После демобилизации из армии вернулся на работу во 2-й Московский медицинский институт на должность ассистента кафедры биохимии. В 1953 году защитил докторскую диссертацию по теме «Обмен веществ у морских свинок при экспериментальной газовой гангрене, вызванной Bac. perfringens типа A». После защиты докторской диссертации возглавил кафедру биохимии Ярославского медицинского института, в 1956 году получил звание профессора.
С сентября 1959 года заведовал биохимической лабораторией Всесоюзного института животноводства. С ноября 1961 года и до выхода на пенсию заведовал лабораторией биохимии Московского научно-исследовательского рентгенорадиологического института.
Имеет 62 опубликованные работы.

## Награды
- Орден Красной Звезды (1944)
- Орден Отечественной войны II степени (1945)
- Медаль «За победу над Германией в Великой Отечественной войне 1941—1945 гг.» (1945)

## Семья
- Мать — Хася Мордуховна (Анна Марковна) Фридлянд (девичья фамилия — Фрид; 1879—1959). Дед (отец его матери), раввин Мордух Фрид, погиб в Минском гетто.[1]
- Дядя (брат матери) — Семён Маркович Фрид (1891—1946) — советский микробиолог, директор Белорусского института микробиологии и эпидемиологии, профессор.[2]
- Двоюродный брат (сын дяди) — Валерий Семёнович Фрид (1922—1998), сценарист.